# Aquila (1917)
«Аквіла» (італ. Aquila) — лідер ескадрених міноносців ВМС Італії першої половини XX століття однойменного типу.

## Історія створення
Корабель був замовлений Румунією у 1913 році і отримав назву  «Vigor».
Закладений 11 березня 1914 року на верфі «Cantieri Pattison» в Неаполі.
Зі вступом Італії у Першу світову війну недобудований корабель був реквізований ВМС Італії і перейменований на «Аквіла».
Спущений на воду 26 липня 1916 року, вступив у стрій 8 лютого 1917 року. У складі ВМС Італії класифікувався як «легкий крейсер-розвідник» (італ. Esploratore leggero).

## Історія служби

### У складі ВМС Італії
В ніч з 14 на 15 травня 1917 року австро-угорські кораблі намагались прорвати блокаду протоки Отранто та перехопити італійський конвой в Албанію. О 5:30 ранку італійські есмінці «Аквіла», «Карло Альберто Раккія», «Інсідіозо», «Імпавідо», «Індоміто», крейсер «Марсала», а також британські крейсери «Ліверпуль» та «Дартмот» вирушили з Бріндізі, і о 7:45 були помічені австро-угорськими есмінцями «Чепель» та «Балатон».
О 8:10 «Аквіла» з одним з есмінців відкрили вогонь по ворожих кораблях. Вони пошкодили есмінець «Балатон», але незабаром «Аквіла» також був уражений ворожим снарядом, який вибухнув в котельному відділені. Внаслідок вибуху загинули 7 моряків, корабель втратив хід]. 
Близько 9 години ранку австро-угорські крейсери «Гельголанд», «Сайда» і «Новара», переслідувані британо-італійським флотом, проходили неподалік знерухомленого «Аквіла», але есмінці та крейсери зайняли позицію між ним та ворожими кораблями. Після закінчення бою «Аквіла» був відбуксирований в порт.
У ніч з 4 на 5 жовтня 1917 року «Аквіла» та «Карло Альберто Раккія» підтримували повітряний наліт на Котор.
19 жовтня того ж року «Аквіла» разом з однотипним есмінцем «Спарвіеро», британськими крейсерами «Глостер» і «Ньюкасл», італійськими есмінцями «Індоміто», «Антоніо Мосто», «Джузеппе Міссорі», а також французькими «Командан Рів'єр», «Біссон» і «Командан Борі» вирушили з Бріндізі для переслідування групи австро-угорських кораблів (крейсер «Гельголанд», есмінці «Ліка», «Тріглав», «Татра», «Чепель», «Ор'єн», «Балатон»), які вирушили з Котору для атаки італійських конвоїв.
«Гельголанд» і «Ліка», не зустрівши конвоїв, вирушили до Бріндізі, щоб виманити італійські кораблі в зону дії своїх підводних човнів. Після тривалого переслідування італійські кораблі повернулись у свій порт.
28 листопада есмінці «Спарвіеро», «Аквіла», «Анімозо», «Арденте», «Ардіто»,  «Джузеппе Чезаре Абба», «Джованні Ачербі», «Вінченцо Джованні Орсіні», «Аудаче», «Джузеппе Сірторі» і «Франческо Стокко» вирушили з Венеції для переслідування австро-угорської ескадри у складі есмінців «Штрайтер», «Гусар», «Дукла» та 4 міноносців, яка обстріляла залізницю поблизу гирла річки Метауро. Італійські кораблі розпочали переслідування, але наздогнали ворожі кораблі занадто близько до Поли.
10 березня 1918 року есмінці «Аквіла», «Джузеппе Сірторі», «Франческо Стокко», «Арденте» і «Ардіто» прикривали атаку торпедних катерів на порт Бакар.
5 вересня 1918 року есмінці «Спарвіеро», «Ніббіо», та «Аквіла» супроводжували міноносці «8 PN» і «12 PN», які мали атакувати австро-угорські судна поблизу Дураццо.
2 жовтня «Спарвіеро», «Ніббіо» і «Аквіла»  разом з іншими кораблями патрулювали поблизу Дураццо на випадок контратаки ворожого флоту та обстрілу міста, де перебували італійські та британські війська.
У 1927 році корабель був модернізований, п'ять 152-мм гармат були замінені на чотири 120-мм.

### У складі ВМС Іспанії
У жовтні 1937 року, під час громадянської війна в Іспанії, корабель (разом з однотипним «Спарвіеро», який отримав назву «Сеута») був переданий франкістам, але офіційно це було оформлено 6 січня 1939 року. У складі ВМС Іспанії корабель отримав назву «Мелілья».
У 1938 році корабель був перекласифікований в есмінець
Він займався в основному ескортом кораблів. У 1938 році «Мелілья» разом з есмінцем «Сеута» і крейсером «Канаріас» взяв участь в бою проти есмінця республіканців «José Luis Diaz».
Після закінчення війни «Мелілья» використовувався як навчальний корабель.
У 1950 році корабель був виключений зі складу флоту і зданий на злам.